# Tennistoernooi van Londen 2025
Het tennistoernooi van Londen van 2025 werd van maandag 9 tot en met zondag 22 juni 2025 gespeeld op de grasbanen van de Queen's Club in de Britse hoofdstad Londen. De officiële naam van het toernooi was HSBC Championships.
De vrouwen waren toe aan de 82e editie, de eerste editie sinds 1973. De Duitse kwalificante Tatjana Maria won het toernooi.
Voor de mannen was het de 122e editie – hun wedstrijden werden gehouden in de tweede week van het toernooi. De Spanjaard Carlos Alcaraz won voor de tweede maal het toernooi.
Het toernooi bestond uit twee delen:
- WTA-toernooi van Londen 2025, het toernooi voor de vrouwen (9–15 juni)
- ATP-toernooi van Londen 2025, het toernooi voor de mannen (16–22 juni)

## Toernooikalender
| WTA               | juni 2025 | juni 2025 | juni 2025 | juni 2025 | juni 2025 | juni 2025    | juni 2025    | juni 2025 |
| WTA               | maa 9     | din 10    | woe 11    | woe 11    | don 12    | vrĳ 13       | zat 14       | zon 15    |
| ----------------- | --------- | --------- | --------- | --------- | --------- | ------------ | ------------ | --------- |
| vrouwenenkelspel  | 1e ronde  | 1e ronde  | 2e ronde  | 2e ronde  | 2e ronde  | kwartfinale  | halve finale | finale    |
| vrouwendubbelspel | 1e ronde  | 1e ronde  | 1e ronde  | 2e ronde  | 2e ronde  | halve finale |              | finale    |

| ATP              | juni 2025 | juni 2025 | juni 2025 | juni 2025 | juni 2025   | juni 2025    | juni 2025 |
| ATP              | maa 16    | din 17    | woe 18    | don 19    | vrĳ 20      | zat 21       | zon 22    |
| ---------------- | --------- | --------- | --------- | --------- | ----------- | ------------ | --------- |
| mannenenkelspel  | 1e ronde  | 1e ronde  | 2e ronde  | 2e ronde  | kwartfinale | halve finale | finale    |
| mannendubbelspel |           |           | 1e ronde  | 1e ronde  | 2e ronde    | halve finale | finale    |

ATP-toernooi van Londen‎ – WTA-toernooi van Londen

1968 · 1969 · 1970 · 1971 · 1972 · 1973 · geen toernooi 1974–1976 · ATP-toernooi 1977–2024 · 2025